# Uruguays håndboldlandshold (herrer)
Uruguays håndboldlandshold for mænd er det mandlige landshold i håndbold for Uruguay. Det repræsenterer landet i internationale håndboldturneringer.

## Resultater

### Verdensmesterskab
| År   | Uruguays placering | Værtsland      |
| ---- | ------------------ | -------------- |
| 2021 | 24. - plads        | Egypten        |
| 2023 | 32. - plads        | Sverige/ Polen |

### Panamerikamesterskabet i håndbold
| År   | Uruguays placering | Værtsland |
| ---- | ------------------ | --------- |
| 1994 | 7.- plads          | Mexico    |
| 1998 | 9.- plads          | Cuba      |
| 2000 | 8.- plads          | Brasilien |
| 2006 | 8.- plads          | Brasilien |
| 2008 | 6.- plads          | Brasilien |
| 2010 | 5.- plads          | Chile     |
| 2012 | 4.- plads          | Argentina |
| 2014 | 4.- plads          | Uruguay   |
| 2016 | 4.- plads          | Argentina |
| 2018 | 6.- plads          | Grønland  |

### Syd- og Mellemamerikanske Mesterskab
| År   | Uruguays placering | Værtsland |
| ---- | ------------------ | --------- |
| 2020 | . plads            | Brasilien |
| 2023 | 4. plads           | Brasilien |